# مايك نيلسون (فنان)
مايك نيلسون (بالإنجليزية: Mike Nelson)‏ هو فنان تشكيلي وفنان بريطاني، ولد في 20 أغسطس 1967 في لوفبرا في المملكة المتحدة.